# Puntzi Lake
Puntzi Lake är en sjö i Kanada.   Den ligger i provinsen British Columbia, i den sydvästra delen av landet, 3 500 km väster om huvudstaden Ottawa. Puntzi Lake ligger 952 meter över havet. Arean är 17,2 kvadratkilometer. Den sträcker sig 6,2 kilometer i nord-sydlig riktning, och 8,5 kilometer i öst-västlig riktning.
I omgivningarna runt Puntzi Lake växer i huvudsak barrskog. Runt Puntzi Lake är det mycket glesbefolkat, med 7 invånare per kvadratkilometer.